# 결전미술전
결전미술전(決戰美術展)은 일제강점기 말기인 1944년에 군국주의를 찬양하고 전쟁 분위기를 고취하기 위해 개최된 미술 전시회이다.

## 개요
1944년 3월 10일부터 10월까지 약 여덟 달 동안 개최되었다. 개최 장소는 조선총독부가 운영하던 총독부 미술관이며, 황해도 해주부와 경기도 등 지방에서도 전시되었다. 7월 31일에는 총 216점의 입상작에 대해 출품작 시상식도 거행하였다.
조선총독부의 적극적인 지원을 받아 경성일보가 주최하였고, 조선군사령부 보도부, 조선총독부 정보과, 국민총력조선연맹, 조선미술가협회가 후원하였다. 분야는 양화부와  조소부, 일본화부로 나뉘었다.

## 참가자
조선인으로는 서양화가 김인승과 심형구, 동양화가 이상범, 조각가 김경승이 심사위원으로 참여하였다.
최고상은 일본인이 받았으며, 경성일보 사장상은 조각 부문의 윤효중, 조선군 보도부장상은 일본화 부문의 김기창이 수상했다. 윤효중의 작품은 〈아버지의 영령에 맹세한다〉라는 제목이며, 김기창의 작품 제목은 〈적진육박〉으로, 모두 전쟁 분위기를 고조시켜면서 황국신민으로서 전사하는 것을 영광으로 여기는 내용이다.
그밖의 출품자로는 양화부의 박영선, 배운성, 일본화부의 이건영, 정종여 등이 있다.

## 참고자료
- 친일인명사전편찬위원회 (2004년 12월 27일). 《일제협력단체사전 - 국내 중앙편》. 서울: 민족문제연구소. 753~755쪽쪽. ISBN 8995330724.